# The Dark Hours
The Dark Hours és una pel·lícula de terror canadenca del 2005 dirigida per Paul Fox i escrita per Wil Zmak.

## Argument
Els errors d'una dona tornen a perseguir-la d'una manera aterridora i molt literal en aquest thriller al·lucinant. La doctora Samantha Goodman (Kate Greenhouse) és una psiquiatra clínica que treballa amb pacients d'una institució per a delinqüents. Les coses no han anat bé per a Sam últimament: ha estat atacada violentament per un dels seus pacients, el seu matrimoni amb el marit David (Gordon Currie) va malament i té un tumor cerebral inoperable que està creixent a un ritme alarmant.
Sam necessita un cap de setmana lluny de la ciutat, però el que David ha preparat no és especialment relaxant per a ella: unes breus vacances en una cabana remota, on David editarà el seu darrer llibre amb l'ajuda de la germana més jove i atractiva de Sam, Melody (Iris Graham). Mentre Sam veu comencen a volar espurnes entre la seva germana i el seu marit, Harlan Pyne (Aidan Devine) i el seu amic Adrian (Dov Tiefenbach) irrompen a la cabina i anuncien la seva presència disparant al gos de Sam.
Harlan és un delinqüent i assassí sexual condemnat que va ser posat sota la cura de Sam a la institució i no estava content amb el tractament experimental que va rebre; després d'haver escapat, ell i Adrian l'han localitzada i han decidit venjar-se obligant a Sam, Melody i David a participar en una sèrie de jocs estranys i humiliants.

## Repartiment
- Kate Greenhouse com a Dr. Samantha Goodman
- Aidan Devine com a Harlan Pyne
- Gordon Currie com a David Goodman
- Iris Graham com a Melody
- Dov Tiefenbach com Adrian
- Bruce McFee com Donald Wegman
- Kathryn Haggis com a cambrera
- David Calderisi com el Dr. Lew Lanigan
- Jeff Seymour com a radiòleg
- Trevor Hayes com a doctor

## Estrena
The Dark Hours va debutar al Festival de cinema canadenc de Kingston l'11 de març de 2005. La pel·lícula va rebre una estrena a les sales l'11 de novembre de 2005, a través de Capri Releasing.

## Recepció
A l'agregador de ressenyes Rotten Tomatoes, The Dark Hours va rebre una puntuació d'aprovació del 62% basada en tretze ressenyes, amb una puntuació mitjana de 5,9/10. A Metacritic, La pel·lícula té una puntuació de 63 sobre 100 a partir de cinc crítiques, que indica "crítiques generalment favorables".

## Premis i Festivals
The Dark Hours va obtenir reconeixement i premis de nombrosos festivals internacionals, com ara el Festival de Cinema Fantasia de Montreal, el Festival de cinema Dead By Dawn d'Escòcia, el Fantastic Fest d'Austin i el Festival Internacional de Cinema de Sitges.
Tot i haver guanyat diversos premis internacionals, The Dark Hours (com moltes pel·lícules canadenques) no va rebre cap distribució als Estats Units més enllà d'una setmana al cinema Pioneer, amigable amb l'indie, a Nova York. Al seu llibre The Long Tail, l'editor de Wired Chris Anderson afirma que la pel·lícula va patir més que qualsevol altra pel·lícula estrenada aquell any de les ineficiències de la distribució teatral. Una altra ressenya Arxivat 2018-10-20 a Wayback Machine. al seu bloc va confirmar el seu judici que la pel·lícula no mancava en absolut de qualitat, només de màrqueting i distribució.
- 2005 Millor pel·lícula – Festival de cinema de terror de la ciutat de Nova York
- 2005 Millor pel·lícula: Austin Fantastic Fest
- 2005 Millor pel·lícula - Festival Internacional de Cinema de Puchon (Corea)
- 2005 Millor pel·lícula - Dead By Dawn Film Festival (Escòcia)
- 2005 Millor pel·lícula - Eerie Horror Film Festival
- Premi Carnet Jove Midnight X-Treme – XXXVIII Festival Internacional de Cinema Fantàstic de Catalunya[4]
- 2005 Millor pel·lícula de terror i millor director – Phoenix International Horror & Sci-Fi Festival